# 1894 en chimie
Cet article présente les faits marquants de l'année 1894 en chimie.

## Évènements
- 5 mars : Henri Moissan annonce à l'Académie des Sciences qu'il vient de découvrir une méthode industrielle pour fabriquer le carbure de calcium, dont la décomposition par l'eau froide dégage l'acétylène[1].
- 13 août : le physicien britannique Lord Rayleigh et le chimiste Sir William Ramsay annoncent à l'Association britannique pour l'avancement des sciences réunie à Oxford leur découverte de l'argon[2],[3],[4],[5].
- Wilhelm Ostwald donne la première définition moderne de la catalyse et reporte son attention sur les réactions catalysées[6],[7].
- Création de l'Institut de Chimie de Lille (ICL), ancêtre de l'Ecole Nationale Supérieure de Chimie de Lille (ENSCL)[8].
- Le chimiste John Ulric Nef rapporte la réaction de Nef[9] à la suite du traitement du sel de sodium du nitroéthane par l'acide sulfurique obtenant un rendement de 85-89 % en oxyde nitreux et un rendement d'au moins 70 % en acétaldéhyde. Cependant, la réaction avait été déjà observée un an plus tôt par Konovalov[10] qui avait converti le sel de potassium du 1-phénylnitroéthane par l'acide sulfurique acétophénone.

## Prix
- Médaille Davy : Per Teodor Cleve pour ses recherches sur la chimie des terres rares[11],[12].

## Naissances
- 11 février : Izaak Kolthoff (mort en 1993), chimiste néerlandais.

- 2 mars : Alexandre Oparine (mort en 1980), biochimiste et auteur soviétique.

- 7 avril : Louis Plack Hammett (mort en 1987), chimiste américain.
- 12 septembre : Dorothy Maud Wrinch (morte en 1976), mathématicienne et théoricienne en biochimie anglaise.
- 27 octobre : John Lennard-Jones (mort en 1954), physicien théoricien, chimiste théoricien anglais.

## Décès
- 3 février : Edmond Frémy (né en 1814), chimiste français.
- 15 avril : Jean Charles Galissard de Marignac (né en 1817), chimiste et professeur suisse.
- 28 juin : Moritz Traube (né en 1826), chimiste allemand.